# Station Teratyn koło Uchań
Station Teratyn koło Uchań is een spoorwegstation in de Poolse plaats Teratyn.